# マーチン・シェリダン
マーチン・シェリダン (Martin J. Sheridan、1881年3月28日 - 1918年3月27日)は、アメリカ合衆国の陸上競技選手。16歳のときにアメリカに移民してきたアイルランド系のアメリカ人である。ジム・ソープが登場するまでの最高の陸上競技選手。アル・オーターが登場するまでの最高の円盤投選手である。
1904年セントルイス、1906年アテネ（非公式大会）、1908年ロンドン大会の円盤投で金メダル。さらに、1906年には砲丸投で金メダル。1908年にはこの大会だけ行われたギリシャ式円盤投でも金メダルを獲得。合計5つの金メダルを獲得した。（公式には3つ）
これら5つの金メダルに加え、1906年には石投げ（6.4 kg）、立ち高飛び、立ち幅跳びで銀メダルを獲得。1908年には立ち幅跳びで銅メダルを獲得した。
シェリダンの時代には、世界記録というものが公式的なものではなかったが、1902年から1911年の間に少なくとも円盤投で15回の世界記録を樹立している。
シェリダンは、ニューヨーク市警に勤めていたが、37歳の誕生日の前日に肺炎で亡くなっている。

## 引用文献
- マーチン・シェリダン - Olympedia（英語）
- マーチン・シェリダン - Olympic.org （英語）